# Greg Fasala
Greg Fasala (n. 10 mai 1965, Victoria, Australia) este un înotător ce a reprezentat Australia, medaliat olimpic. A participat la o ediție a Jocurilor Olimpice (1984) în care a câștigat două medalii de argint.